# Yaoguai
Yaoguai (妖怪S, yāoguàiP), yaogui (妖鬼S, yāoguǐP), yaomo (妖魔S, yāomóP) o yaojing (妖精S, yāojīngP) è un termine cinese che significa generalmente "mostro". Il termine è solitamente usato nella mitologia e nel folklore cinese.

## Mitologia
Gli yāoguài sono per lo più spiriti animali o vegetali malevoli che hanno acquisito poteri magici attraverso la pratica del taoismo. Quelli malvagi sono solitamente indicati come guài (lett: "strano") o mó (lett: "demone" o "magico") in cinese. Il loro più grande obiettivo è raggiungere l'immortalità e quindi la deificazione. 
Ne Il viaggio in Occidente, i demoni cercano di raggiungere questo obiettivo rapendo xiān e monaci taoisti (come Sānzàng).  
Non tutti gli yāojīng sono effettivamente demoni, alcuni hanno origini piuttosto insolite. Báigǔjīng, ad esempio, era uno scheletro che è diventato un demone. Molti yāojīng sono spiriti di volpe o, secondo Il viaggio in Occidente, animali domestici delle divinità. Ci sono anche re yāoguài (魔王S, mówángP) che comandano un certo numero di demoni minori.
Nel folklore cinese, l'inferno cinese (地狱S, dìyùP) è un luogo popolato da vari esseri demoniaci. La maggior parte di questi demoni sono basati sui rākṣasa o yakṣa indiani e hanno qualche somiglianza con gli oni giapponesi.
In giapponese, gli yāoguài sono conosciuti come yōkai.

## Tipi di yāoguài

### Creature che hanno coltivato
Nel folklore cinese, le creature viventi e le sostanze inorganiche diverse dagli esseri umani possono sviluppare mana, saggezza o un aspetto del tutto simile a quello degli umani attraverso anni di coltivazione, ossia attraverso l'affinamento dei loro poteri spirituali. Una tale situazione viene chiamata "chéngjīng" (成精S). Tali creature vengono chiamate "yāoguài" e "yāojīng" e solo in rari casi “xiān” (仙S).
Questo tipo di yāoguài appare spesso in storie classiche come Il viaggio in Occidente, La leggenda del serpente bianco, Fēngshén yǎnyì e Racconti straordinari dello studio Liáo.
Molte storie sostengono che solo gli esseri umani possono coltivare. Gli animali e gli oggetti, non possedendo le caratteristiche degli umani, dovrebbero aspettare la reincarnazione seguente e diventare umani per poterlo fare. L'energia spirituale sviluppata dagli oggetti non umani e l'ottenere una forma umana attraverso la coltivazione sono ritenute azioni contro il Cielo, dannose per gli esseri umani. Per questi motivi spesso vengono eliminati dai monaci taoisti (cultori). 

### Divinità retrocesse
Nel romanzo classico cinese Il viaggio in Occidente, alcuni dei sono stati esiliati nel mondo mortale e sono diventati yāoguài perché hanno violato le leggi del Cielo. I più rappresentativi sono Zhū Bājiè e Shā Wùjìng.
Inoltre, ne Il viaggio in Occidente, nella corte celeste, ci sono anche alcune persone che violano le leggi e screditano i mortali, ma scendono privatamente nel regno degli uomini. Molti di loro sono servitori e cavalieri delle divinità, come i Re dalle corna d'oro e d'argento del Tàishàng Lǎojūn, il Demone dalla veste gialla (in precedenza Kuí Mùláng), il Grande Re dai capelli gialli di Bodhisattva Maitreya, il Leone azzurro di Mañjuśrī e così via.

## Nella cultura popolare
- La serie Fallout presenta orsi macabri identificati come yāoguài. Queste creature vagano in molte parti dell'America del dopoguerra, comparendo in Fallout 3, nel DLC Honest Hearts di Fallout: New Vegas, in Fallout 4 e in Fallout 76. Attaccano sia il giocatore che vari personaggi non giocanti. In Fallout 3, una delle stazioni radio del gioco trasmette occasionalmente un annuncio di servizio pubblico che ricorda agli ascoltatori di "non dare da mangiare agli yāoguài". Nella lore di Fallout, gli Yao Guai sono stati chiamati così dai discendenti dei prigionieri dei campi di internamento cinesi.
- Nella storyline "Dark Aether" ("Zombies") del videogioco Call of Duty: Black Ops Cold War, il fucile d'assalto QBZ-83 può essere potenziato ("pack-a-punched"), dando all'arma il nome "yāoguài".
- Il gruppo black metal taiwanese ChthoniC ha un batterista che indossa una maschera metallica a forma di bocca di demone nero.
- Nel contenuto scaricabile "Nightmare in North Point" del videogioco Sleeping Dogs, i giocatori combattono creature demoniache chiamate "yāoguài".
- La serie televisiva americana fantasy Once Upon a Time ha presentato una creatura chiamata yāoguài nell'episodio della seconda stagione "L'outsider". Qui, è stato raffigurato come una grande creatura simile a un leone con una criniera di fuoco. Malefica ha trasformato il principe Filippo in uno yāoguài fino a quando l'incantesimo non è stato annullato da Belle.
- Il termine yāomó è stato usato in AdventureQuest Worlds durante la celebrazione del Capodanno di Akiba del 2014 sull'Isola degli yōkai. È raffigurato come una creatura cornuta metà demone metà cavallo (con una corporatura simile a quella di un centauro) con occhi aggiuntivi sul petto e parti del corpo del cavallo. Era responsabile della corruzione della Foresta Jingshen di Akiba, inducendo il Qilin Senlin-Ma (che era il guardiano della Foresta Jingshen) a richiedere l'aiuto dei giocatori. I giocatori furono in grado di sconfiggere lo yāomó.
- Un episodio della serie televisiva Sleepy Hollow presenta lo yāoguài come un demone che è attratto dall'aggressività e dalla polvere da sparo delle pistole.
- Nel film del 2017 Wish Upon, uno yāoguài è lo spirito del carillon. Se il settimo desiderio viene esaudito, lo yāoguài reclamerà l'anima del proprietario.
- Yāojīng e yāoguài appaiono in popolari serie TV prodotte in Cina, come Love and Redemption, Three Lives, Three Loves, Ten Miles of Peach Blossoms e Ashes of Love. Oltre ai tipici spiriti di volpe che appaiono in queste creature, altri esempi di yāo* includono pesci, serpenti, uccelli, piante e oggetti inanimati. Tutte e tre queste serie sono basate su e-novels cinesi di genere xiānxiá. In questo genere, i vari tipi di yāo* si distinguono a seconda che abbiano radici spirituali celesti o demoniache. In ogni caso, le creature chiamate yāo* sono fondamentalmente mal tollerate dalla società umana o dal mondo governato dagli dei.
- Il gioco per cellulare Gems of War presenta una truppa leggendaria chiamata yāoguài.